# Рождественський Геннадій Миколайович
Генна́дій Микола́йович Рожде́ственський  (рос. Генна́дий Никола́евич Рожде́ственский; 4 травня 1931, Москва, РРФСР, СРСР — 16 червня 2018, Москва, Росія) — радянський російський симфонічний і театральний диригент, піаніст, композитор, дослідник, редактор і реставратор музичних творів, музично-громадський діяч, Народний артист СРСР (1976).

## Біографія

### Ранні роки
Народився у Москві. Син співачки Н. П. Рождественської і диригента Н. П. Аносова. Навчався в Музичній школі ім. Гнесіних у Євгенії Фабіанівної Гнесіної і у Центральній музичній школі як піаніст, потім у Московській консерваторії (клас фортепіано Л. Н. Оборіна, клас диригування Н. П. Аносова). В 1954 р. закінчив Московську консерваторію, в 1957 р. — аспірантуру.

### Диригентська діяльність
У 1951 дебютував як диригент у Большому театрі (дебют: балет «Спляча красуня» П. Чайковського), в 1965—1970 р. головний диригент, у сезоні 2000/2001 р. головний диригент і художній керівник Большого театру. Під його керівництвом оркестр театру зіграв близько 40 опер і балетів, у тому числі прем'єри: «Коник-горбунок» Р. Щедріна, «Кармен-сюїта» Ж. Бізе, «Спартак» А. Хачатуряна, «Людський голос» Ф. Пуленка, «Сон у літню ніч» Б. Бріттена, світова прем'єра першої редакції опери С. Прокоф'єва «Гравець» (2001).
З 1961 р. Рождественський — художній керівник і головний диригент Великого симфонічного оркестру Центрального телебачення й радіомовлення, з 1983 по 1991 р. — Симфонічного оркестру Міністерства культури СРСР, об'єднаного з його ініціативи в 1992 р. з Камерним хором В. Полянского в Симфонічну капелу. З 1974 по 1985 р. Рождественський — головний диригент Московського камерного музичного театру Б. Покровський, керував найбільшими симфонічними оркестрами світу — Симфонічного оркестру BBC (1978—1981), Віденського симфонічного оркестру (1981—1982), Стокгольмської філармонії (1991), почесний диригент Токійського оркестру «Іоміурі».
Дискографія Рождественського налічує близько 700 платівок і компакт-дисків, що охоплюють практично всі стилістичні й жанрові шари музичного мистецтва — від класики до авангарду, від найбільших творінь минулого — до новітніх творів. Рождественський переконливий як у чисто симфонічних жанрах, так і в жанрах синтетичних, має особливе гостре почуття театральності — як при виконанні опер і балетів, так і на концертній естраді.
Завдяки Рождественському відновлено й виконано цілу низку творів радянських композиторів — С. Прокоф'єва, Д. Шостаковича, М. Мясковського, ряд творів було завершено і оркестровано Рождественським, зокрема опера «Гравці» Д. Шостаковича, остання симфонія й Перша соната для фортепіано А. Шнітке.

### Викладацька та просвітительська діяльність
З 1974 р. Рождественський з перервами викладає на кафедрі оперно-симфонічного диригування Московської консерваторії, з 1976 р. — професор, з 2001 р. — завідувач кафедрою оперно-симфонічного диригування. Під його керівництвом силами студентів були поставлені опери «Євген Онєгін» (відповідно до первісного бажання П. Чайковського), Меси h-moll И. С. Баха (осінь 1982 р.), вечір увертюр (1977 р.). Серед учнів Рождественського — М. Шостакович та В. Полянський.
Рождественський — автор робіт з мистецтва диригування («Диригентська аппликатура», 1974), есе про музику («Думки про музику», 1975, «Преамбули», 1989), аналітичних робіт про оркестровку, книги спогадів. Підготував цикл передач на радіо й телебаченні про видатних диригентів 20 століття.
Помер 16 червня 2018 року на 88-му році життя, після тривалої хвороби у Москві,.

## Нагороди і звання
- Орден Трудового Червоного Прапора;
- Народний артист СРСР (1976);
- Ленінська премія (1970);
- Герой Соціалістичної праці (1990);
- Державна премія Російської Федерації (1995);
- орден «За заслуги перед Батьківщиною» III степени (2007)

- Орден Вранішнього Сонця (Японія, 2002).
- Офіцер ордена Почесного Легіону (Франція, 2003).
- Орден Кирила і Мефодія (Болгарія, 1972).

- Почесний член Шведської королівської академії (1975), Почесний академік Англійської Королівської академії музики (1984).

- Гран-прі фірми «Chant du Mond», диплом Академії Шарля Кро в Парижу (за виконання всіх симфоній Прокоф'єва — Париж, 1969).

## Книги Рождественського
- «Дирижёрская аппликатура» (Диригентська аплікатура, 1974)
- «Мысли о музыке» (Думки про музику, 1975)
- «Преамбулы» (Преамбули, 1989)
- «Треугольники» (Трикутники, 2001)